# サビニアヌス (ローマ教皇)
サビニアヌス（Sabinianus, ? - 606年2月22日）は、第65代ローマ教皇（在位：604年 - 606年）。
東ローマ帝国のヴィテルボ近くにあるブレーラ（現在のイタリア共和国ラツィオ州ヴィテルボ県）に生まれ、604年9月13日に教皇に就任したと伝えられる。
グレゴリウス1世により、ローマ教皇大使としてコンスタンティノポリスへ派遣されたが、それを快く思わず597年にローマに帰国した。
Liber Pontificalisによると、彼は経済観念の低さから庶民の人気は高くなく、ローマに飢饉があった時も年貢を取り立てたとされる。また聖アウグスチノ修道会のオノフリオ・パンヴィニオ（Onofrio Panvinio）はその著書Epitome pontificum Romanorumの中で、彼は聖餐の際にベルを鳴らす作法を導入したと伝えている。
在任中、サビニアヌスは常にグレゴリウスの控えだと見なされてきた。グレゴリウスは、侵略が起こった時には穀物をローマ市民に分配してきたが、サビニアヌスは穀物を高値で市民に売りつけていたという（ただしこの逸話は後のグレゴリウス支持者による創作の可能性もある）。Liber Pontificalisでは、教会の聖職者の数を大いに増やしたとして賞賛されている。